# فاصلة منقوطة
الفاصلة المنقوطة أو الشولة المنقوطة تُكتب "؛"، من علامات الترقيم، تدل على الوقف المتوسط.

## استخدام الفاصلة المنقوطة
- تُؤسّسُ الفاصلة المنقوطة اتصالًا وثيقًا بين جملتين. كأن تكون الجُملة الأولى سببًا للثَّانية، أو العكس.
- يُمكن استبدالها بحرف العطف (و) أو (لكن).
- الفاصلة المنقوطة أقوى من الفاصلة العاديَّة، فأنت تقف عليها مُدّةً أطول قليلًا من الفاصلة العاديَّة؛ لذلك توضعُ بين الجُملِ الطَّويلة لالتقاطِ النَّفس.
- كثيرًا ما تُستخدم في قائمةٍ تحوي أجزاء مُنفصلة، أو عناصر فرعيَّة، أي: يُمكن استخدامها لفصل اثنين من العناصر أو الجمل الّتي تقول الشَّيء نفسه بطرائق مُختلفة.
- لا توجد مسافة بين الفاصلة المنقوطة والكلمة الّتي تسبقها؛ ولكن يجب أن تليها مسافة واحدة.

## في التراث العربي

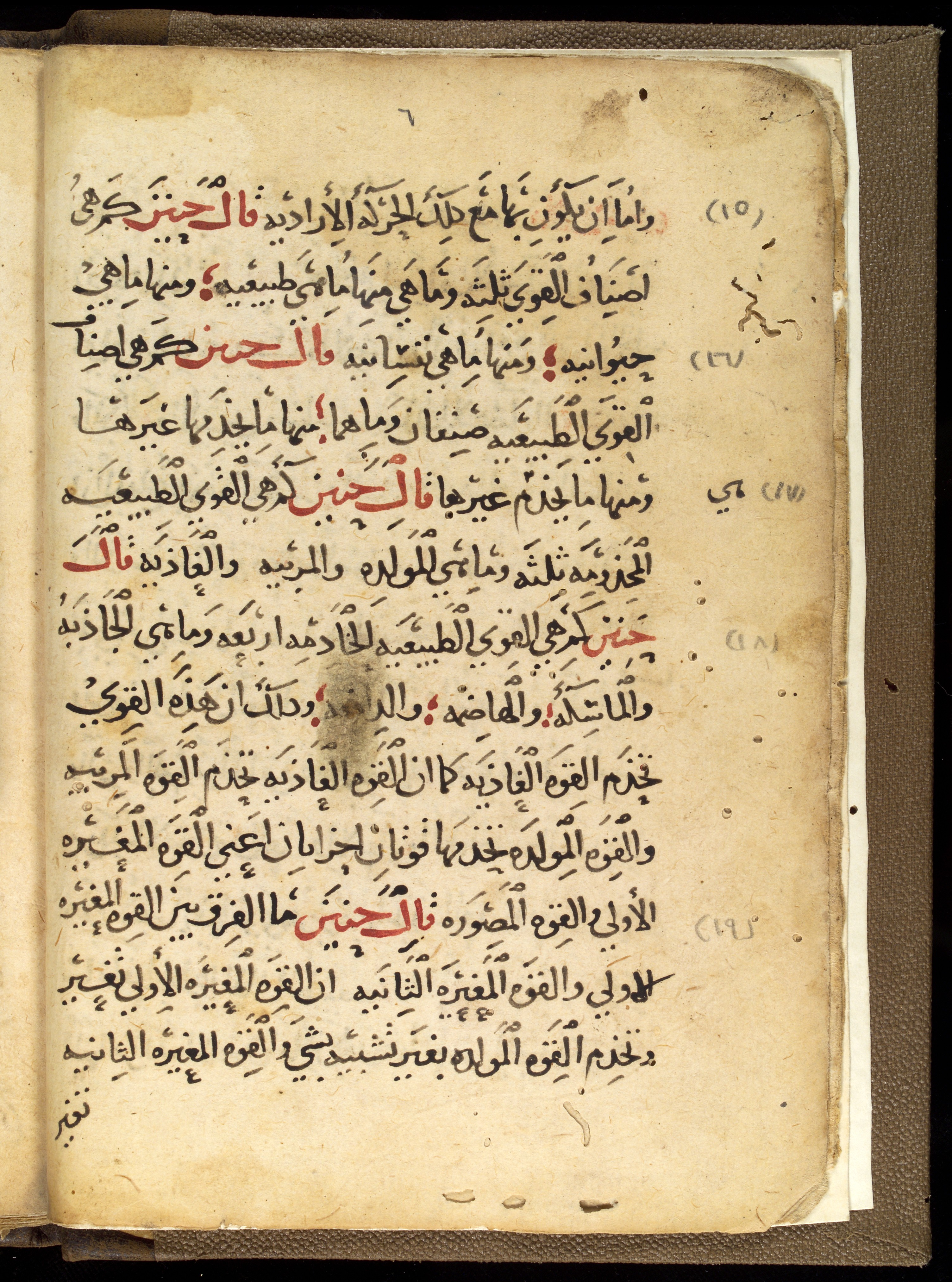
فواصل منقوطة في كتاب «مسائل في الطب»

## أمثلة تُبيِّن كيفية استخدامها
- بين جملتين تامتين، إحداهما سبب في حدوث الأخرى، مثل : أنا مسرورة من أولادي؛ لأنهم يؤدون واجباتهم الدينية.
- توضع بين جمل طويلة تكون في مجموعها معنى تاما للفائدة، مثل: ارحم الحيوان، ولا تحمله ما لا يطيق؛ لأنه يحس ويتألم كما تحس وتتألم.
- قبل إذ التفصيلية، مثل: الإسلام سريع الانتشار؛ إذ يعد أكثر الأديان استقطاباً في العالم.

فاصلة منقوطة في العربية.

### أمثلة إضافية
- حضرتُ حفل تخرج الدُّفعة الثَّالثة في اليوم السَّابق؛ وكنتُ مسرورًا حين شاهدتُ تخرُّجَ أخي هذا العام.
- أنا أحبُّ الشِّعر؛ لكنَّني لم أقرأ قصيدةً في الأيَّام الماضية.
- لقد عشتُ في مدنٍ مُختلفة: الدَّمام، الرِّياض؛ صنعاء، عدن؛ القاهرة؛ الاسكندريَّة؛ بغداد؛ البصرة.
- أنا أؤمنُ بالأسماءِ ومعانيها؛ محمود يعني الشَّخص المحمودة عواقبه.
- لا يُوجد شيء أجمل من سقوط قطرات الماء وجريانها على النَّافذة؛ أنا أحبُّ المطر.
- عندما كنتُ في السَّنةِ الخامسة الابتدائيَّة، فزتُ في مسابقةٍ أعدَّتها المدرسة في الإملاءِ والتَّعبير. كنتُ أتدرَّب كلّ ليلة، أُغذِّي ذاكرتي بالكلماتِ وأُعدُّ قائمةً بذلك، وأعددتُ نفسي للفوزِ؛ وعندما كنتُ في قاعةِ الامتحانِ أصابني القلقُ والعصبيَّة ما جعلني أرتكبُ خطأً إملائيًّا واحدًا مع أنَّني أعرف كيف أكتبها.

## لوحة المفاتيح
تُكتبُ الفاصلة المنقوطة في لوحة المفاتيح باستمرار الضغط على مفتاحي (Shift + ح).